# Tyron Ivanof
Tyron Ivanof (sinh 17 tháng 7 năm 1997) là một cầu thủ bóng đá Bỉ thi đấu cho KV Kortrijk ở Belgian First Division A ở vị trí Tiền vệ trung tâm.

## Sự nghiệp câu lạc bộ
Tyron Ivanof khởi đầu sự nghiệp cùng với KV Kortrijk.